# Octave Mirbeau (sculptură)
Octave Mirbeau este un relief în ghips realizat în 1895 de Auguste Rodin, reprezentându-l pe scriitorul Octave Mirbeau, relief care se află în prezent la Museo Soumaya. Rodin l-a cunoscut pe Mirbeau datorită sculpturilor Epoca bronzului și Porțile Iadului - Mirbeau a vizitat atelierul lui Rodin, a publicat prima descriere a Porților în revista La France, a promovat celelalte lucrări ale lui Rodin și a murit cu doar câteva luni înaintea sculptorului.
Rodin și-a exprimat de mai multe ori recunoștința față de scriitorul care a jucat un rol important ca promotor al operei sale.

## Deces
Mirbeau a murit pe 16 februarie 1917, cu câteva luni înaintea lui Auguste Rodin.